# Roger Yasukawa
Roger Yasukawa (Los Angeles, 10 oktober 1977) is een Amerikaans autocoureur. 

## Carrière
Yasukawa reed aan het begin van zijn autosportcarrière in een aantal kleinere raceklasses. In 2002 reed hij het Atlantic Championship. Hij won de race op de Milwaukee Mile en eindigde op de tiende plaats in de eindstand. In 2003 maakte hij de overstap naar de IndyCar Series. Hij reed in 2003 en 2005 een volledig kampioenschap en in 2004 en van 2006 tot 2009 één of enkele races per jaar. Hij finishte op een totaal van 39 races negen keer in de top 10 met twee zevende plaatsen als beste resultaat. Yasukawa nam vijf keer deel aan de Indianapolis 500. Hij finishte op de tiende plaats in de races van 2003 en 2004.

## Resultaten

#### Indianapolis 500
| Jaar | Chassis | Motor | Start             | Finish            | Team              |
| ---- | ------- | ----- | ----------------- | ----------------- | ----------------- |
| 2003 | Dallara | Honda | 11                | 10                | Fernández Racing  |
| 2004 | G-Force | Honda | 12                | 10                | Rahal Letterman   |
| 2005 | Dallara | Honda | 17                | 18                | Dreyer & Reinbold |
| 2006 | Panoz   | Honda | 28                | 16                | Playa Del Racing  |
| 2007 | Dallara | Honda | 23                | 21                | Dreyer & Reinbold |
| 2008 | Dallara | Honda | Geen kwalificatie | Geen kwalificatie | Beck Motorsport   |